# Barranquijazz
Barranquijazz est un festival de jazz et de latin jazz qui se déroule annuellement en septembre depuis 1997, dans la ville colombienne de Barranquilla. Cet évènement musical a pour objectif de faire découvrir le jazz et la musique caribéenne.